# Cella fotovoltaica a concentrazione
Il sistema fotovoltaico a concentrazione si differenzia dal fotovoltaico tradizionale per un sistema di concentrazione dei raggi solari mediante lenti su un pannello di silicio sensibilmente meno esteso (a parità di rendimento) di un pannello tradizionale. La riduzione di dimensioni del pannello permette l'utilizzo di materiali più costosi, mantenendo invariato (in alcuni casi riducendo) i costi a metro quadro rispetto alla tecnologia tradizionale.
Questa tecnologia non è esente da svantaggi: le lenti posizionate davanti al pannello hanno bisogno di essere pulite più spesso o si rischia una perdita di efficienza più marcata rispetto ai pannelli tradizionali; questi pannelli generano molto più calore rispetto ai tradizionali rendendo necessario l'utilizzo di un dissipatore passivo; a causa della lente anteriore i pannelli lavorano al meglio solo quando ricevono la luce solare diretta (preferibilmente vengono installati con sistemi d'inseguimento del sole). Inoltre la lente posizionata dinanzi al pannello aumenta le dimensioni complessive del pannello, quindi le dimensioni finali del pannello non sono più legate all'estensione del pannello di silicio ma alle dimensioni della lente che convoglia i raggi sul pannello sottostante.
Grazie alla riduzione del pannello di silicio, è possibile utilizzare tecnologie dai costi elevatissimi per i pannelli standard: questo vantaggio ha reso possibile l'utilizzo di sistemi a multigiunzione utilizzando sistemi costosi di creazione quali il Wafer bonding e utilizzando materiali ritenuti troppo costosi per i pannelli tradizionali. In questo modo si è potuto innalzare il rendimento dei pannelli fino a registrare in laboratorio valori di rendimento molto vicini al 50%.